# جنگل کریندی
جنگل کریندی (انگلیسی: Kirindy Forest) جنگل و منطقه حفاظت‌شده خصوصی است که در غرب ماداگاسکار و به طور دقیق‌تر، در ۵۰ کیلومتری شمال شرقی شهر مورونداوا ماداگاسکار واقع‌شده است.